# St. Veit (Fichtelberg)
St. Veit ist ein Wohnplatz der Gemeinde Fichtelberg im Landkreis Bayreuth (Oberfranken, Bayern).

## Geografie
St. Veit bildet mit Hüttstadl im Nordosten eine geschlossene Siedlung. Sie liegt am Glaserbach (im Unterlauf Schnaitbach genannt), einem rechten Zufluss der Fichtelnaab; im Westen grenzt der Staatsforst Fichtelberg an.

## Geschichte
Die Bergwerkbesitzer von „Gottesgab am Fichtelberg“ errichteten 1625 einen neuen Hochofen, der nach dem Bergmannsheiligen Sankt Veit benannt wurde.
Mit dem Ersten Gemeindeedikt wurde St. Veit dem 1808 gebildeten Steuerdistrikt Mehlmeisel und der 1818 gebildeten Ruralgemeinde Neubau zugewiesen (1933 in Fichtelberg umbenannt).

### Einwohnerentwicklung
| Jahr      | 001818 | 001824 | 001861 | 001871 | 001885 | 001900 |
| Einwohner | 37     | *      | *      | 18     | 23     | 64     |
| Häuser    |        | 8      |        |        | 3      | 16     |
| Quelle    | [ 6 ]  | [ 4 ]  | [ 7 ]  | [ 8 ]  | [ 9 ]  | [ 10 ] |

## Religion
St. Veit ist römisch-katholisch geprägt und nach Mariä Verkündigung (Fichtelberg) gepfarrt.